# José Bono Martínez
José Bono Martínez (ur. 14 grudnia 1950 w Salobre) – hiszpański polityk i samorządowiec, w latach 1983–2004 prezydent Kastylii-La Manchy, następnie do 2006 minister obrony, od 2008 do 2011 przewodniczący Kongresu Deputowanych.

## Życiorys
Ukończył studia prawnicze na Uniwersytecie Nawarry, w 1973 rozpoczął praktykę w zawodzie prawnika. Działał w Partido Socialista Popular (PSP), z ramienia bezskutecznie w 1977 ubiegał się o mandat poselski. Wraz z PSP dołączył następnie do Hiszpańskiej Socjalistycznej Partii Robotniczej (PSOE), wchodząc w 1980 w skład władz regionalnych tego ugrupowania. W latach 1979–1983 przez dwie kadencje zasiadał w Kongresie Deputowanych, reprezentując w nim prowincję Albacete.
W 1983 odszedł z hiszpańskiego parlamentu w związku z objęciem urzędu prezydenta Kastylii-La Manchy. Ponownie powoływany na ten urząd po wyborach regionalnych w 1987, 1991, 1995, 1999 i 2003. W międzyczasie obejmował funkcje sekretarza generalnego PSOE w tej wspólnocie autonomicznej (1988) i przewodniczącego regionalnych struktur socjalistów (1990). W 2000 ubiegał się o przywództwo w Hiszpańskiej Socjalistycznej Partii Robotniczej, wewnątrzpartyjne wybory wygrał jednak wówczas José Luis Rodríguez Zapatero.
Od kwietnia 2004 do kwietnia 2006 sprawował urząd ministra obrony w gabinecie José Luisa Rodrígueza Zapatero. Przeprowadził wówczas m.in. operację wycofania wojsk hiszpańskich z Iraku. Powrócił do działalności politycznej w 2008, gdy z powodzeniem kandydował do Kongresu Deputowanych IX kadencji. Od kwietnia 2008 do grudnia 2011 pełnił funkcję przewodniczącego tej izby. Nie ubiegał się o poselską reelekcję.